# Pedro Rocha
Pedro Virgilio Rocha Franchetti (Salto, 3 de dezembro de 1942 — São Paulo, 2 de dezembro de 2013) foi um treinador e futebolista nascido no Uruguai e naturalizado brasileiro. Possuía grande habilidade e apurado faro de gol, o que lhe valeu o apelido de "El Verdugo" ("O Carrasco"). Foi eleito o 37° maior jogador sulamericano do século XX pela IFFHS.[carece de fontes?]

## Biografia
Pedro Rocha estreou como jogador profissional pelo Peñarol em 1959. Como meia ofensivo, ele foi o principal jogador da fase mais gloriosa da história do clube uruguaio, o qual se firmou como um dos mais famosos e respeitados no mundo. pelo Peñarol, Rocha foi campeão uruguaio sete vezes (1960, 1961, 1962, 1964, 1965, 1967 e 1968),  tri campeão da Copa Libertadores em 1960, 1961 e 1966, e bicampeão mundial interclubes em 1961 e 1966.
Foi o único jogador uruguaio a disputar quatro Copas do Mundo FIFA (1962, 1966, 1970 e 1974). Em 1970, La Celeste Olimpica chegou a ser semifinalista do Mundial, mas jogou desfalcada de seu grande jogador, Rocha, que, contundido, não jogou na eliminação uruguaia diante da Seleção Brasileira. Ele chegou a participar do último treino antes da semifinal contra o Brasil, mas anos depois confessaria ter sido uma encenação: "Pelo meu time, faço de tudo. Até mesmo uma encenação. Desde o começo, eu sabia que não poderia jogar naquela partida."
Em 15 de setembro de 1970, Pedro transferiu-se para o São Paulo, alguns dias depois de o Tricolor do Morumbi ser campeão paulista e pôr fim ao maior jejum de títulos de toda a sua história.  Na época, o São Paulo acabara de concluir a construção do Estádio do Morumbi e passou a se focar no elenco de atletas,  contratando várias estrelas como Gérson, Pablo Forlán, Toninho Guerreiro e o próprio Pedro, que, no Brasil, passou a ser conhecido como Pedro Rocha. Ficou conhecido como Verdugo — "carrasco", em espanhol —, já que com sua enorme habilidade castigava sem piedade seus adversários.
Apesar de um começo um pouco difícil por questões de adaptação a um novo clube e país, além de uma suposta perseguição por parte de Gérson, logo Pedro Rocha passou a mostrar todo seu futebol no clube, conquistando os Campeonatos Paulistas de 1971 e 1975, levando o clube ainda a suas primeiras finais nacionais, sendo vice-campeão brasileiro em 1971 e 1973. Sobre as dificuldades iniciais, ele preferia não se aprofundar muito, como nesta entrevista de 1975: "Não sei por quê e não me preocupo com isso. Isso faz parte do passado. E nunca fiquei magoado com ninguém, porque tenho a consciência tranquila de que sempre lutei e dei tudo de mim pelo time. Na verdade, desde minha chegada eu sentia que precisávamos mudar alguma coisa. Mas eu era novo e tinha receio de tomar uma iniciativa. Afinal, o time era campeão [paulista de 1970]."
Nos anos seguintes, conforme os outros ídolos foram se aposentando, Rocha foi se firmando como o maior craque e ídolo do time. O meia uruguaio foi o primeiro jogador estrangeiro a ser artilheiro no Brasil, sendo goleador do Campeonato Brasileiro em 1972 pelo São Paulo, com dezessete gols, dividindo a artilharia com Dario, do Atlético Mineiro. Em seu auge pelo Tricolor do Morumbi, Rocha levou o clube à sua primeira participação na Copa Libertadores, em 1972, alcançando a semifinal, e, por fim, levando-o à sua primeira final continental da Libertadores em 1974. Rocha foi decisivo e fez gol no primeiro jogo da final, uma vitória por virada sobre o Club Atlético Independiente, da Argentina. Mas Rocha jogou contundido as demais partidas e o São Paulo, sem seu principal jogador, acabou com o vice-campeonato.
Pedro Rocha permaneceu no São Paulo até 1978, saindo, aos 35 anos de idade, pouco após a decisão do Brasileirão de 1977, competição em que não chegou a ser relacionado nenhuma vez. Pelo Tricolor paulista, atuou 375 vezes, marcando 113 gols. Também jogou em outros clubes do futebol brasileiro, como Coritiba (onde foi campeão paranaense), Palmeiras e Bangu, além do Monterrey, do México, antes de encerrar a carreira, no início da década de 1980, quando atuava pelo Al-Nassr, da Arábia Saudita.
Também é lembrado pela admiração que Pelé tinha por seu futebol. Em sua opinião, Pedro Rocha era um dos cinco melhores jogadores do mundo. Dario Pereyra, um dos maiores jogadores da história do São Paulo e da seleção uruguaia, descreveu-o assim: "Foi o maior jogador uruguaio que vi jogar. Ele jogava com a cabeça levantada, cabeceava muito bem e dava passes curtos e longos com precisão." Muricy Ramalho, que era um jogador iniciante no São Paulo enquanto Rocha já era o maior e mais experiente jogador da equipe, manteve uma amizade com ele até seus últimos dias e descreveu-o assim: "Ele era muito educado, um cara diferente no futebol. Caladão, não era de muita brincadeira e gostava muito de jogar sinuca. Era invencível, tinha uma precisão para defender e atacar, até parecia que estava jogando futebol. Para ficar perto dele, comecei a jogar sinuca também. Melhorei muito, mas nunca consegui vencer Pedro Rocha. Mas estava ali, perto dele. Era a prova de que estava vencendo na vida. O cara era um gênio da bola."
Pedro Rocha foi eleito duas pelos leitores da revista Placar como meia, ao lado de Raí, do "Time dos Sonhos" do São Paulo, o time com os melhores jogadores em cada posição na história do clube. Na eleição feita entre sócios e dirigentes do clube em 1998, Rocha foi eleito o segundo melhor ponta de lança da história do clube, atrás de Zizinho.
Jogou profissionalmente entre 1959 e 1980, disputando no total 620 jogos e fazendo 213 gols por oito clubes e pela seleção uruguaia. Após isso, trabalhou como treinador de futebol, passando por vinte clubes até 2009, quando sofreu um AVC. Como sequela, passou os últimos anos de sua vida sofrendo de atrofia do mesencéfalo, um mal que afetava os seus movimentos e a fala, o que o deprimiu muito. Morreu em 2 de dezembro de 2013, na cidade de São Paulo, após sofrer uma doença degenerativa. Ele completaria 71 anos no dia seguinte.

## Títulos
Peñarol
- Campeonato Uruguaio: 1959, 1960, 1961, 1962, 1964, 1965, 1967 e 1968
- Copa Libertadores da América: 1960, 1961 e 1966
- Copa Europeia/Sul-Americana: 1961 e 1966
- Recopa dos Campeões Intercontinentais: 1969

São Paulo
- Campeonato Paulista: 1971[10] e 1975
- Campeonato Brasileiro: 1977

Coritiba
- Campeonato Paranaense: 1978

Seleção Uruguaia
- Copa América: 1967

### Prêmios individuais
- Melhor jogador do Campeonato Su-Americano (atual Copa América): 1967
- Bola de Prata (revista Placar): 1973
- 38.º maior futebolista sul-americano do século XX pela IFFHS: 1999
- Seleção de Todos os Tempos do Uruguai IFFHS (Time B): 2022[11]

### Artilharias
Peñarol
- Campeonato Uruguaio: 1963 (18 gols), 1965 (15 gols) e 1968 (8 gols)
- Recopa dos Campeões Intercontinentais: 1968 (3 gols) e 1969 (6 gols)
- Supercopa Sul-Americana dos Campeões Intercontinentais: 1968 (3 gols)

Seleção Uruguaia
- Eliminatórias da Copa do Mundo FIFA de 1966 - CONMEBOL: 1965 (4 gols)

São Paulo
- Campeonato Brasileiro: 1972 (17 gols)
- Copa Libertadores da América: 1974 (7 gols)